# Темношапочная кустарниковая синица
Темношапочная кустарниковая синица (лат. Psaltriparus minimus) — вид воробьиных птиц из семейства длиннохвостых синиц. Единственный представитель рода Psaltriparus.
Вид распространён в западной части Северной Америки от Ванкувера до Гватемалы. Обитает в экорегионе чапараль среди зарослей колючих кустарников.
Мелкая птица длиной 10—11 см, массой 4,5—6 г. Тело с большой округлой головой, коротким коническим клювом, короткими заострёнными крыльями и длинным прямым хвостом. Голова, спина, крылья и хвост тёмно-серые с голубым оттенком. Горло и грудь пепельно-серые. Брюхо и бока бледно-серые. Клюв и ноги черноватые у обоих полов. Радужина глаз тёмно-коричневая у самцов и светло-жёлтая у самок.
Обитает в лесистой местности с густым подлеском из кустарников. Держится небольшими семейными группами до 10 птиц. Проводит большую часть времени в поисках пищи среди деревьев и кустарников. Питается насекомыми, пауками и другими мелкими беспозвоночными, изредка ягодами и семенами. Размножение происходит в апреле. Гнездо мешкообразной формы строит самка из лишайников и паутины. В кладке 2—7 яиц. Птенцов кормят и ухаживают за ними все члены стаи.